# Трилогия Дойчера
Трилогия Дойчера о Троцком — биографическая серия из трёх книг — «Троцкий. Вооружённый пророк» (1954), «Троцкий. Безоружный пророк» (1959) и «Троцкий. Изгнанный пророк» (1963) — написанная Исааком Дойчером о Льве Троцком. Впервые работа, основанная на изучении архива бывшего наркома, была издана в Лондоне в 1954—1963 годах. Была неоднозначно воспринята критиками, отмечавшими как писательский талант автора, так и его некритическую позицию по отношению к революционеру. Переведена на несколько языков.

## Описание и история
Трилогия основана на изучении Исааком Дойчером архива Троцкого при Гарвардском университете — в том числе, и «закрытой секции» архива, к которой автор был допущен с разрешения вдовы революционера Наталии Седовой. Целиком архивные материалы стали доступны широкой публике лишь в 1980 году.
В 1991 году третья часть работы, а также фрагмент второй, были изданы в Советском Союзе одной книгой в переводе историка-американиста Николая Яковлева. Полная русскоязычная версия трилогии была выпущена уже в России — в издательстве «Центрполиграф» в 2006 году .

## Критика
Авторы другой, четырёхтомной, биографии Льва Троцкого Юрий Фельштинский и Георгий Чернявский, сами пишущие с антикоммунистической точки зрения, утверждали, что для трилогии характерна «восторженно-коммунистическая предвзятость». По их мнению, Дойчер весьма небрежно относился к источникам, зачастую подменяя и собственно биографию революционера «всевозможными публицистическими рассуждениями», причём самого общего плана. Противоположное суждение высказывал автор книги «Троцкий. Политический портрет», генерал Дмитрий Волкогонов: по его мнению, «крупный труд» Дойчера являлся «наиболее объективной» биографией революционера.
Профессор Николай Васецкий отмечал, в 1991 году, что книга Дойчера «Троцкий в изгнании» (содержавшая третью и, частично, вторую часть трилогии) была первой в СССР легально изданной книгой о Троцком, написанной зарубежным исследователем. Он видел в этой работе, «пользовавшейся заслуженным уважением», не «плоское, чёрно-белое» отображение прошлого Советской России — но «объёмное, многокрасочное изображение». К достоинствам книги он относил и писательский талант её автора, которого Васецкий считал «зачинателем зарубежного троцковедения». В целом, согласно Васецкому, трилогия представляла собой работу с «высоким проникновением автора в миропонимание Троцкого, круг его идей» — хотя и оставлявшую впечатление некоторой неполноты, «недоговоренности».
Профессор Барух Кней-Пац, называя работу Дойчера «известной», утверждал, что автор пытался в ней втиснуть своего героя и его мысли в заранее заданные рамки марксизма и советской историографии. Американский социалист Джулиус Джекобсон, посвятивший трилогии и её автору отдельную главу в своей книге («Исаак Дойчер: анатомия апологета»), «крайне критично» отзывался как о биографии Троцкого, так и творчестве Дойчера в целом. «Крайне некритичной» (англ. relentlessly uncritical) по отношению к главному герою называл трилогию и шведский исследователь Свен-Эрик Холмстром (швед. Sven-Eric Holmström). Американский историк Роберт Макнил отзывался о Дойчере как о «сильно сочувствующем» (англ. highly sympathetic) биографе Троцкого.
Троцкий... единственный, чья жизнь стала предметом отличной биографии на английском языке... Любое мнение о жизни Троцкого должно [после выхода трилогии] быть написано либо «в согласии», либо «против» Дойчера, у которого Троцкий хоть и имеет недостатки, но является настоящим героем русской революции, а также — единственным действительно героическим критиком сталинизма.
Столь же негативно сколь и Джекобсон оценивал «наиболее значительный» труд Дойчера, в те годы состоявший только из двух книг, антикоммунист Леопольд Лабедз. Несколько менее резко, хотя по-своему столь же «разрушительно», критиковал биографа и американский политолог Аласдер Макинтайр в статье, посвящённой выходу в свет заключительной части трилогии. Отмечая талантливость автора как писателя и точность приведённых в книге фактов (мест, дат, имён), Макинтайр обращал внимание на непоследовательность Дойчера (особенно в третьей книге), который, одновременно, восхвалял Троцкого как «великого диссидента» и видел в нём будущего «святого-покровителя пост-хрущёвской России». Пропаганду троцкизма как «актуальной альтернативы» для СССР видел в книге и советский историк Юрий Емельянов.
Профессор Питер Бейлхарц, сравнивая биографии Троцкого и Сталина, написанные Дойчером отдавал предпочтение первой из них. Бейлхарц также отмечал «неотразимость» писательского стиля биографа, хотя и несколько «ностальгический» стиль его произведений. По Бейлхарцу, основным конфликтом, отображённом в трилогии являлся конфликт между «трагическим героем» революции Троцким и «победоносным маршалом» Сталиным. Он также утверждал, говоря о творчестве Дойчера в целом, что ни ему, ни другими троцкистами 1960-х не удалось найти общий язык с молодым поколением, слишком хорошо — по мнению Бейлхарца — уже тогда знавшим, что такое ГУЛАГ: голос Дойчера для молодых людей как бы «раздавался из прошлого». Советский историк Михаил Басманов также утверждал в 1979 году, что термин «новый троцкизм», предложный автором в последней части своей трилогии, являлся «несостоятельным». Всю же серию книг Дойчера Басманов оценивал как часть «потока апологетической литературы».
Историк Нил Девидсон — в своём обзоре трилогии, приуроченном к её переизданию в Великобритании в 2003 году — говорил о биографиях Дойчера как о «классике социалистической литературы», а также — как о главном наследии писателя. Это суждение не разделял американский неоконсервативный писатель Дэвид Горовиц, утверждавший, что видит в биографической трилогии Дойчера — ставшей самой известной биографией Троцкого — лишь пустую растрату писательского таланта её автора, поскольку идеи социализма и коммунизма, к которым придерживался Дойчер, уже дискредитированны историей.
Книга Дойчера о Троцком, несмотря на свою содержательность, — это популярная биография революционера и не может рассматриваться как серьезное исследование его теорий и размышления о западном марксизме идей.— Пэрри Андерсон, 1991

## Переводы
В 1962—1963 годах трёхтомник Дойчера был переведён на немецкий язык социологом Харри Маором. В 1996—1998 годах появился и французский перевод. В 1968 году была предпринята попытка выпуска всех трёх книг в Бразилии, на португальском языке — в связи с началом в стране военной диктатуры удалось осуществить издание только первой из них; выпуск двух оставшихся томов произошёл в 2005 году в издательстве «Бразильская цивилизация».

### Русские издания

#### Советское издание третьей и, частично, второй книг
- И. Дойчер. Троцкий в изгнании / Пер. с англ. Н. Н. Яковлева. Послесл. и коммент. Н. А. Васецкого. — М.: Политиздат, 1991. — 590 с. — 150 000 экз. — ISBN 5-250-01472-0.

#### Полное российское издание
- Дойчер И. Троцкий. Вооруженный пророк. 1879—1921 / Пер. с англ. Т. М. Шуликовой. — М.: Центрполиграф, 2006. — 527 с. — ISBN 5-9524-2147-4.
- Дойчер И. Троцкий. Безоружный пророк. 1921—1929 / Пер. с англ. Л. А. Игоревского. — М.: Центрполиграф, 2006. — 495 с. — ISBN 5-9524-2155-5.
- Дойчер И. Троцкий. Изгнанный пророк. 1929—1940 / Пер. с англ. А. С. Цыпленкова. — М.: Центрполиграф, 2006. — 526 с. — ISBN 5-9524-2157-1.